# Сайго Цугумити
Маркиз Сайго Цугумити (яп. 西郷 従道 Сайго: Цугумити, 1 июня 1843 года, Кагосима — 18 июля 1902 года, Токио) — политик и военный периода Мэйдзи. Адмирал флота (1898), маршал флота Японской империи (20 января 1898). Входил в число гэнро. Младший брат Сайго Такамори.

## Биография

### Юность
Сайго родился в Кагосиме в семье самурая Сайго Китибэ. Его старшим братом был Сайго Такамори.
В течение своей жизни Сайго несколько раз менял имена. Его настоящим именем было Рюко или Рюдо. Также он носил следующие имена: Дзюдо, Синго, Рюсукэ и Цугумити.
По рекомендации Аримуры Сюнсая он стал буддийским монахом, проводящим церемонии для даймё Сацумы Симадзу Нариакиры. После того, как он вернулся к светской жизни, он стал верным последователем Аримуры. Как сацумский самурай, он участвовал в англо-сацумской войне и позже примкнул к движению за свержение сёгуната Токугава.
Сайго командовал войсками Сацумы в ряде сражений в ходе войны Босин.

### Служба в армии
В 1869 году Сайго Цугумити уехал в Европу вместе с генералом Ямагатой Аритомо, чтобы изучать военное дело. После возвращения в Японию он стал генерал-лейтенантом Императорской армии Японии и командовал войсками Японии в ходе неудачной карательной экспедиции на Тайвань в 1874 году. Тем не менее, именно за эту экспедицию Сайго Цугумити стал первым награждённым орденом Восходящего солнца в японской истории не из числа императорской семьи, награждение произведено орденом на Большой ленте в феврале 1876 года.
В 1873 году его старший брат Сайго Такамори вышел в отставку из-за того, что ему не удалось уговорить правительство и императора напасть на Корею. Многие другие выходцы из Сацумы последовали за Такамори, но Цугумити остался верным Мэйдзи. После самоубийства Такамори в ходе восстания в Сацуме, Цугумити стал наиболее ярким политиком из Сацумы. В 1894 году он получил титул графа согласно системе кадзоку.

### Государственная служба
Сайго занимал значительные посты в первом кабинете Ито Хиробуми, такие как министр флота и министр внутренних дел. В качестве министра внутренних дел Сайго добивался смертного приговора для Цуды Сандзо, покушавшегося на Николая II.
В 1892 году Сайго стал членом Тайного совета и вошёл в число гэнро. В том же году он основал политическую партию Кокумин Кёкай (国民協会, «Народная лига»).
- Сайго Цугумити и его друзья-иностранцы. Феликс Беато сидит на переднем плане рядом с Сайго. 1882 год
- Дом Сайго Цугумити в Камимэгуро, Токио, 1882 год

В 1894 году Сайго получил звание адмирала, и в том же году ему был присвоен титул маркиза. В 1898 году Императорский флот Японии присвоил ему почётный титул адмирала флота.
Скончался в 1902 году в Токио.

## Награды
- Орден Хризантемы (3 июня 1902)[3]
- Орден Цветов павловнии (5 августа 1895)[4]
- Орден Золотого коршуна 2 степени  (5 августа 1895)[4]
- Орден Восходящего солнца 1 степени (22 февраля 1876)[5]
- Медаль за участие в тайваньском походе (22 февраля 1876)[5]
- Медаль за участие в японо-китайской войне (5 авгучта 1895)[5]
- Памятная медаль в честь вступления в действие императорской конституции 2 сепени (25 ноября 1889)[6]
- Звание Маршал (20 января 1898)
- Звание Маркис (5 августа 1895)
- Великий офицер ордена Почётного легиона (15 июня 1880)[5]
- Орден Святой Анны 1-й степени (2 февраля 1882, Российская империя)[5]
- Орден Белого орла (5 июля 1887, Российская империя)[7]
- Орден Красного орла 1-го класса (21 января 1887, королевство Пруссия)[8]
- Большой крест Ордена Короны Италии (30 августа 1887, королевство Италия)[9]
- Большой крест Ордена Леопольда I (30 августа 1887, королевство Бельгия)[10]
- Большой крест Ордена Христа (30 октября 1887, королевство Португалия)[11]